# 巴肯工業區
巴肯工業區（希伯來語：‎）是約旦河西岸的十五座工業區之一，位於台拉維夫東方約25公里處，毗鄰約旦河西岸的以色列定居點巴肯與阿里埃勒。巴肯工業區成立於1982年，目前包含約120家生產塑膠、金屬、食物與布料的工廠，約有兩萬人在此工作，其中有約半數是巴勒斯坦人。
有報導指出許多高污染工廠因當地環保法規的缺乏，而從以色列本土遷入巴肯工業區等約旦河西岸的工業區中。2016年1月，人權觀察發布的一則報告指巴肯工業區的設立加劇了以色列對佔領區資源的剝削，且其中巴勒斯坦工人受到薪資過低、工時過長等不公平的待遇，呼籲廠商撤出約旦河西岸。但也有觀點認為巴肯工業區是當地巴勒斯坦人重要的工作來源，並提供工人高於巴勒斯坦平均薪資數倍的待遇。
巴肯工業區生產的產品有超過八成為出口至外國，因而受到抵制、撤資、制裁運動的衝擊。巴肯酒莊與亞薩合萊等公司均已撤出巴肯工業區，將工廠移至以色列本土。